# Symphytum tuberosum
Symphytum tuberosum Tourn. ex L., chiamato comunemente consolida femmina, è una pianta appartenente alla famiglia delle Boraginacee presente in gran parte dell'Europa.

## Descrizione
È una pianta erbacea perenne, alta dai 20 ai 50 cm, molto diffusa che cresce fino a 1500 m di altitudine. Presenta rizoma che ogni anno emette radici e fusti avventizi. È in generale densamente pelosa, con foglie setolose ovato-oblunghe od obovate di 3–12 cm, larghe 3–4 cm. I fiori sono di colore giallo-pallido, riuniti in cime dense e pendule.
Fiorisce da marzo a maggio.

## Usi
Ha proprietà emollienti, cicatrizzanti, espettoranti, analgesiche e vulnerarie. Viene usata l'intera pianta, ma soprattutto le radici; le giovani foglie ed i getti vengono usati in cucina.
È visitata dalle api per il suo nettare.